# Sassangy
Sassangy est une commune française située dans le département de Saône-et-Loire, en région Bourgogne-Franche-Comté.

## Géographie

### Localisation
Sassangy est situé à 18 km à vol d'oiseau au sud-est du Creusot, 23 km au sud-ouest de Chagny, 18 km à l'ouest de Chalon-sur-Saône et 32 km au nord de Cluny.
La commune est traversée par le sentier de grande randonnée Chemin de Stevenson (ou GR7).

### Communes limitrophes
Les communes limitrophes sont Sainte-Hélène, Bissey-sous-Cruchaud, Buxy, Cersot, Marcilly-lès-Buxy et Montagny-lès-Buxy.

### Hydrographie

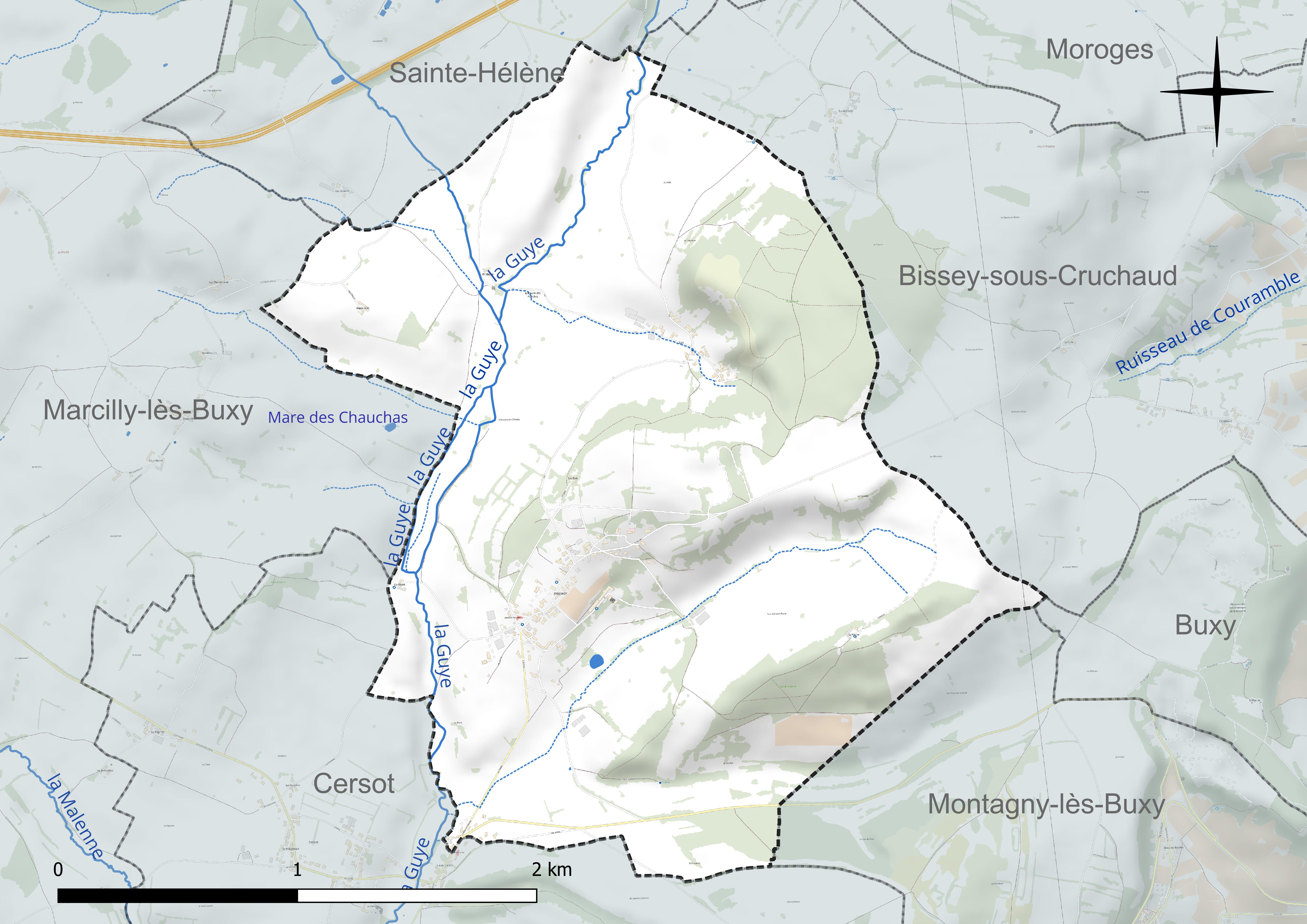
Carte hydrographiquie de la commune.

La commune est drainée par la Guye, un affluent de la Grosne, et donc un sous-affluent du Rhône par la Saône.

### Climat
Pour des articles plus généraux, voir Climat de la Bourgogne-Franche-Comté et Climat de Saône-et-Loire.
En 2010, le climat de la commune est de type climat océanique dégradé des plaines du Centre et du Nord, selon une étude du Centre national de la recherche scientifique s'appuyant sur une série de données couvrant la période 1971-2000. En 2020, Météo-France publie une typologie des climats de la France métropolitaine dans laquelle la commune est exposée à un climat océanique altéré et est dans la région climatique Bourgogne, vallée de la Saône, caractérisée par un bon ensoleillement (1 900 h/an), un été chaud (18,5 °C), un air sec au printemps et en été et des vents faibles.
Pour la période 1971-2000, la température annuelle moyenne est de 10,4 °C, avec une amplitude thermique annuelle de 17,2 °C. Le cumul annuel moyen de précipitations est de 899 mm, avec 11,9 jours de précipitations en janvier et 7,5 jours en juillet. Pour la période 1991-2020, la température moyenne annuelle observée sur la station météorologique de Météo-France la plus proche, « Mt-Saint-Vincent », sur la commune de Mont-Saint-Vincent à 16 km à vol d'oiseau, est de 10,4 °C et le cumul annuel moyen de précipitations est de 891,2 mm. 
La température maximale relevée sur cette station est de 37,6 °C, atteinte le 12 août 2003 ; la température minimale est de −21,1 °C, atteinte le 10 février 1956,,.
Les paramètres climatiques de la commune ont été estimés pour le milieu du siècle (2041-2070) selon différents scénarios d'émission de gaz à effet de serre à partir des nouvelles projections climatiques de référence DRIAS-2020. Ils sont consultables sur un site dédié publié par Météo-France en novembre 2022.

## Urbanisme

### Typologie
Au 1er janvier 2024, Sassangy est catégorisée commune rurale à habitat très dispersé, selon la nouvelle grille communale de densité à sept niveaux définie par l'Insee en 2022.
Elle est située hors unité urbaine. Par ailleurs la commune fait partie de l'aire d'attraction de Chalon-sur-Saône, dont elle est une commune de la couronne,. Cette aire, qui regroupe 109 communes, est catégorisée dans les aires de 50 000 à moins de 200 000 habitants,.

### Occupation des sols

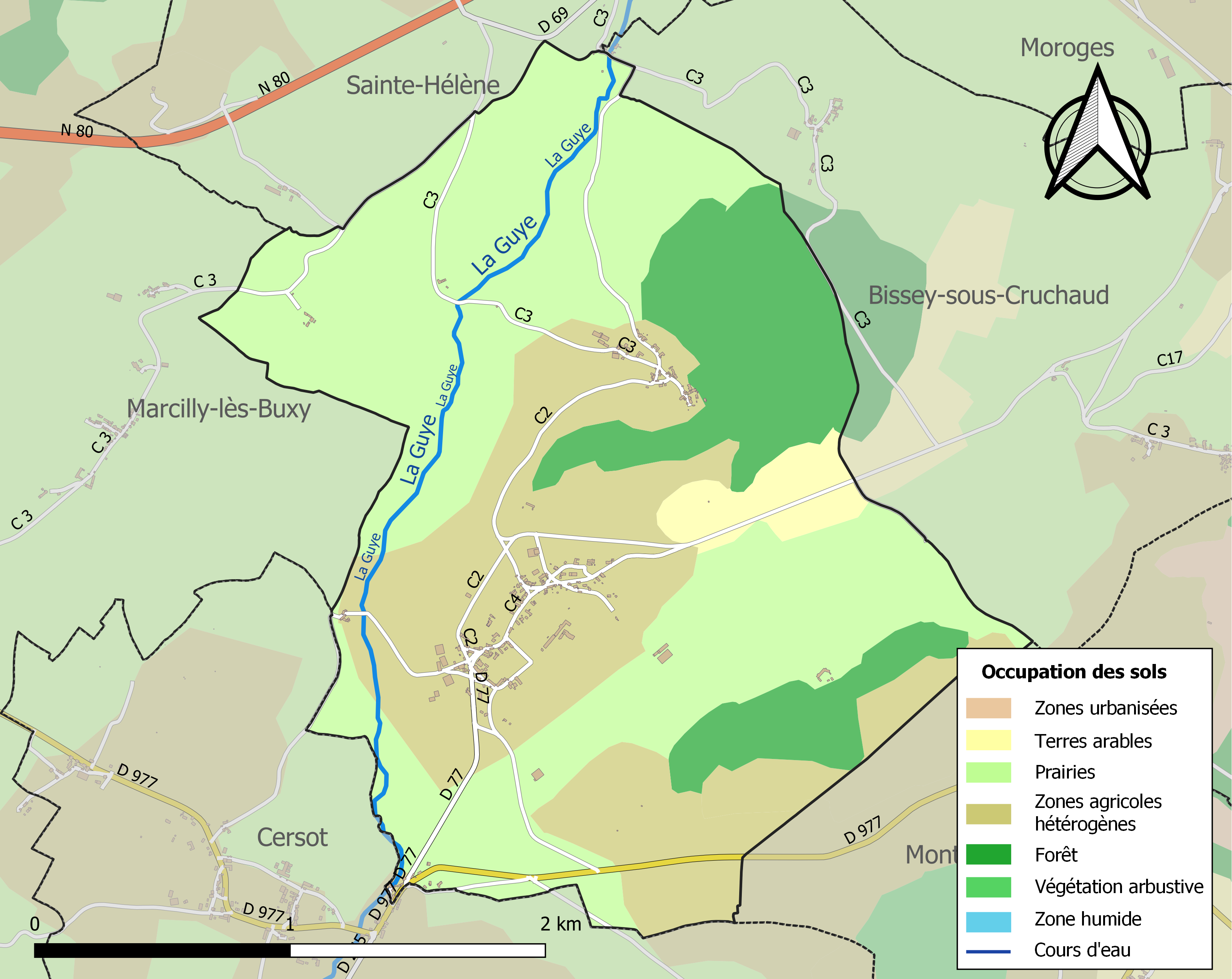
Carte des infrastructures et de l'occupation des sols de la commune en 2018 (CLC).

L'occupation des sols de la commune, telle qu'elle ressort de la base de données européenne d’occupation biophysique des sols Corine Land Cover (CLC), est marquée par l'importance des territoires agricoles (84 % en 2018), une proportion identique à celle de 1990 (84 %). La répartition détaillée en 2018 est la suivante : prairies (48,1 %), zones agricoles hétérogènes (32,7 %), forêts (16 %), terres arables (3,3 %). L'évolution de l’occupation des sols de la commune et de ses infrastructures peut être observée sur les différentes représentations cartographiques du territoire : la carte de Cassini (XVIIIe siècle), la carte d'état-major (1820-1866) et les cartes ou photos aériennes de l'IGN pour la période actuelle (1950 à aujourd'hui).

### Lieux-dits, hameaux et écarts
La commune compte un hameau, le Lys.

### Habitat et logement
En 2020, le nombre total de logements dans la commune était de 101, alors qu'il était de 100 en 2015 et de 92 en 2010.
Parmi ces logements, 71,7 % étaient des résidences principales, 21,2 % des résidences secondaires et 7,1 % des logements vacants. Ces logements étaient pour 99 % d'entre eux des maisons individuelles et pour 1 % des appartements.
Le tableau ci-dessous présente la typologie des logements à Sassangy en 2020 en comparaison avec celle de Saône-et-Loire et de la France entière. Une caractéristique marquante du parc de logements est ainsi une proportion de résidences secondaires et logements occasionnels (21,2 %) nettement supérieure à celle du département (7,4 %) et à celle de la France entière (9,7 %). Concernant le statut d'occupation de ces logements, 84,7 % des habitants de la commune sont propriétaires de leur logement (87,7 % en 2015), contre 64,2 % pour la Saône-et-Loire et 57,5 pour la France entière.
| Typologie                                               | Sassangy | Saône-et-Loire | France entière |
| ------------------------------------------------------- | -------- | -------------- | -------------- |
| Résidences principales (en %)                           | 71,7     | 82,3           | 82,1           |
| Résidences secondaires et logements occasionnels (en %) | 21,2     | 7,4            | 9,7            |
| Logements vacants (en %)                                | 7,1      | 10,2           | 8,2            |

### Voies de communication et transports
La commune est aisément accessible depuis la route nationale 80 et l'ancienne route nationale 81 (actuelle RD 981).

## Histoire
Des traces de présence humaine sont connues au hameau de Lys depuis le néolithique ; on y trouve aussi une nécropole mérovingienne.
Au XIIIe siècle, Sassangy est mentionné dans des actes, notamment sous le nom « Chassenge ». Au XVe siècle, Guillaume de Mussy tient « une basse maison ensemble les granges, estableroies, cour, jardin et aisance alentour de ladite maison assise au village de Chassangy »

## Politique et administration

### Rattachements administratifs et électoraux

#### Rattachements administratifs
La commune se trouve dans l'arrondissement de Chalon-sur-Saône du département de la Saône-et-Loire.
Elle faisait partie depuis 1793 du canton de Buxy. Dans le cadre du redécoupage cantonal de 2014 en France, cette circonscription administrative territoriale a disparu, et le canton n'est plus qu'une circonscription électorale.

#### Rattachements électoraux
Pour les élections départementales, la commune fait partie depuis 2014 du canton de Nanteuil-le-Haudouin
Pour l'élection des députés, elle fait partie de la cinquième circonscription de Saône-et-Loire.

### Intercommunalité
Penvénan est membre initial de la communauté de communes Sud Côte Chalonnaise, un établissement public de coopération intercommunale (EPCI) à fiscalité propre créé en 2000 et auquel la commune a transféré un certain nombre de ses compétences, dans les conditions déterminées par le code général des collectivités territoriales.

### Liste des maires
| Période                                  | Période                        | Identité                 | Étiquette | Qualité                                                                 |
| ---------------------------------------- | ------------------------------ | ------------------------ | --------- | ----------------------------------------------------------------------- |
| Les données manquantes sont à compléter. |                                |                          |           |                                                                         |
| mai 1912                                 | février 1914                   | François Vallot          | aucun     |                                                                         |
| février 1914                             | décembre 1919                  | Maroux Jandot            | aucun     |                                                                         |
| décembre 1919                            | mai 1925                       | Jean Grivaux             | aucun     |                                                                         |
| mai 1925                                 | mai 1929                       | Beaubernard              | aucun     |                                                                         |
| mai 1929                                 | juin 1930                      | Jean Grivaux             | aucun     |                                                                         |
| juin 1930                                | mai 1935                       | Vallot-Bathias           | aucun     |                                                                         |
| mai 1935                                 | janvier 1938                   | François Vallot          | aucun     |                                                                         |
| janvier 1938                             | 29 août 1944                   | Jean-Louis Bonnot        | aucun     |                                                                         |
| 29 août 1944                             | 26 septembre 1944              | Claude Ferdinand Lambert | aucun     | (arrêté du sous-préfet)                                                 |
| 26 septembre 1944                        | mai 1945                       | Jean Davanture           | aucun     | ( nommé par le comité de Libération, ancien Conseil dissous)            |
| mai 1945                                 | mai 1953                       | Ferdinand Lambert        | aucun     |                                                                         |
| mai 1953                                 | mars 1971                      | Albert Berthenet         | aucun     | Cultivateur, agriculteur                                                |
| mars 1971                                | mars 1989                      | Albert Bourgeon          | aucun     | Agriculteur                                                             |
| mars 1989                                | mars 2001                      | Claude Gaillot           | aucun     | Gendarme                                                                |
| mars 2001                                | septembre 2006                 | Jean-Jacques Vincent     | aucun     | Contrôleur de gestion                                                   |
| septembre 2006                           | mars 2008                      | Lyse Souplet-Bravais     | aucun     | (ancien conseil dissous)                                                |
| mars 2008                                | avril 2014                     | Yves Gonnot              | aucun     | Agent EDF                                                               |
| avril 2014                               | décembre 2018                  | Philippe L'Huillier      | aucune    | Cadre à Saint-Gobain Démissionnaire                                     |
| décembre 2018                            | septembre 2023                 | Aurélie Boivin,          | aucune    | Enseignante Vice-présidente de la CC Sud Côte Chalonnaise (2020 → 2023) |
| septembre 2023                           | En cours (au 30 novembre 2023) | Michel Boivin            | aucune    | Cadre retraité                                                          |

## Démographie

Les vignobles de la côte chalonnaise.

L'évolution du nombre d'habitants est connue à travers les recensements de la population effectués dans la commune depuis 1793. Pour les communes de moins de 10 000 habitants, une enquête de recensement portant sur toute la population est réalisée tous les cinq ans, les populations de référence des années intermédiaires étant quant à elles estimées par interpolation ou extrapolation. Pour la commune, le premier recensement exhaustif entrant dans le cadre du nouveau dispositif a été réalisé en 2004.

En 2022, la commune comptait 141 habitants, en évolution de −6 % par rapport à 2016 (Saône-et-Loire : −1,06 %, France hors Mayotte : +2,11 %).
| 1793 | 1800 | 1806 | 1821 | 1831 | 1836 | 1841 | 1846 | 1851 |
| ---- | ---- | ---- | ---- | ---- | ---- | ---- | ---- | ---- |
| 368  | 401  | 375  | 345  | 359  | 442  | 459  | 445  | 460  |

| 1856 | 1861 | 1866 | 1872 | 1876 | 1881 | 1886 | 1891 | 1896 |
| ---- | ---- | ---- | ---- | ---- | ---- | ---- | ---- | ---- |
| 458  | 461  | 426  | 372  | 333  | 342  | 328  | 344  | 321  |

| 1901 | 1906 | 1911 | 1921 | 1926 | 1931 | 1936 | 1946 | 1954 |
| ---- | ---- | ---- | ---- | ---- | ---- | ---- | ---- | ---- |
| 314  | 289  | 267  | 204  | 222  | 182  | 180  | 180  | 149  |

| 1962 | 1968 | 1975 | 1982 | 1990 | 1999 | 2004 | 2006 | 2009 |
| ---- | ---- | ---- | ---- | ---- | ---- | ---- | ---- | ---- |
| 102  | 87   | 89   | 94   | 116  | 144  | 149  | 148  | 164  |

| 2014 | 2019 | 2022 | - | - | - | - | - | - |
| ---- | ---- | ---- | - | - | - | - | - | - |
| 155  | 142  | 141  | - | - | - | - | - | - |

## Culture locale et patrimoine

### Lieux et monuments
- Le château de Sassangy, propriété privée, située en contrebas du village, sur une terrasse dominant un fond de vallée.
- L'église, placée sous le vocable de saint Fiacre. En partie enterrée du côté nord, elle est d’origine romane, mais a été fort remaniée. De la fin du XIe siècle date seulement le clocher de plan carré comprenant deux étages séparés par un cordon, le premier orné de bandes et arcatures lombardes. On y pénètre à l’ouest par une porte gothique, surmontée d'une fenêtre de même époque. L'intérieur comprend une nef unique, une travée supportant le clocher, et un chœur à chevet plat. Au XVIIIe siècle, l'église fut l'objet d'importants travaux auxquels on doit la nef plafonnée, éclairée par deux fenêtres du côté sud, et l’arc en pierre de taille qui donne accès à la travée du clocher, un peu plus étroite que la nef. Le chœur, éclairé à l'est par deux fenêtres du XIVe siècle, est voûté de deux croisées d'ogives avec liernes[24].

## Pour approfondir